# Constantino Teixeira
Constantino Teixeira fou un polític de Guinea Bissau, primer ministre de Guinea Bissau de juliol a setembre de 1978.
Com a militant de primera hora del Partit Africà per la Independència de Guinea i Cap Verd, Teixeira va lluitar com un dels comandants del "Front Sud" en la Guerra d'independència de Guinea Bissau fins 1974. Després de proclamada la independència del país fou nomenat ministre de l'interior. Després de la mort del general Francisco Mendes en un accident de cotxe el 7 juliol 1978 fou nomenat interinament primer ministre de Guinea Bissau fins que el 28 de setembre 1978 van ser nomenat João Bernardo Vieira.